# Filip II. Namurský

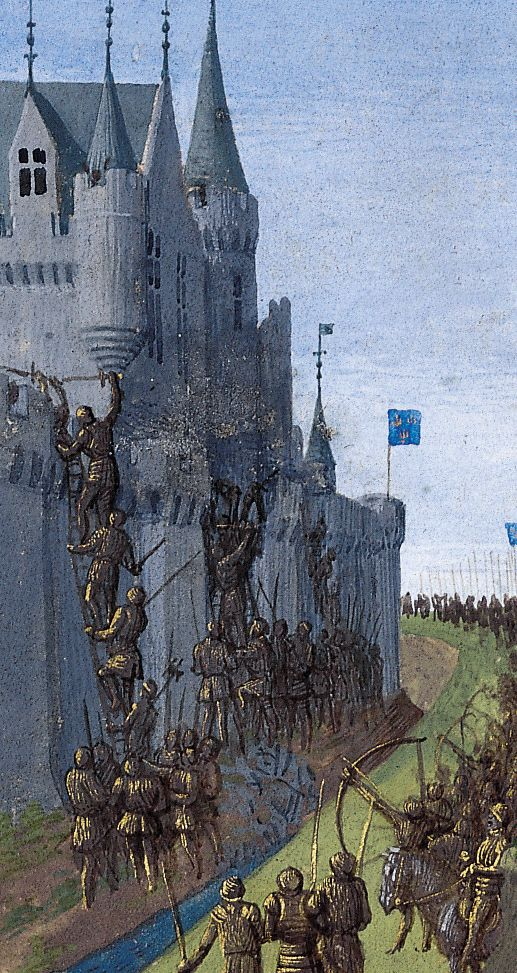
Obléhání Avignonu (středověká iluminace)

Filip II. Namurský nebo také Filip II. z Courtenay (francouzsky Philippe II de Courtenay, 1195–1226) byl namurský markrabě a účastník křížové výpravy proti katarům.
Byl nejstarším z mnoha synů Petra z Courtenay a Jolandy, dcery henegavského hraběte Balduina V. Jeho otec se roku 1216 ujal latinského císařství v Konstantinopoli a Filip jako jediný z rodiny zůstal na evropském kontinentě, kdy převzal namurské markrabství, o které bojoval s Walramem Limburským. Oba protivníci posléze roku 1223 uzavřeli smír v Dinantu.
Zřejmě roku 1219 zemřel jeho otec v zajetí a Filip se z titulu nejstaršího syna vzdal nástupnictví na východě ve prospěch mladšího bratra Roberta.
Roku 1226 se Filip po boku krále Ludvíka VIII. se zúčastnil křížové výpravy proti katarům a společně se svým panovníkem čtyři měsíce obléhal Avignon. Vojsko decimovala epidemie úplavice, jíž nakonec král podlehl. Sám Filip zemřel bez potomstva v Auvergne a markrabství zdědil bratr Jindřich.